# Zuid-Amerikaanse grootkopschildpad
De Zuid-Amerikaanse grootkopschildpad (Peltocephalus dumerilianus) is een schildpad die behoort tot de familie scheenplaatschildpadden (Podocnemididae).

## Naam en indeling
De wetenschappelijke naam van de soort werd voor het eerst voorgesteld door August Friedrich Schweigger in 1812. Oorspronkelijk werd de wetenschappelijke naam Emys dumeriliana gebruikt en later werd de schildpad aan het geslacht van de Zuid-Amerikaanse scheenplaatschildpadden (Podocnemis) toegekend. De geslachtsnaam Peltocephalus betekent vrij vertaald 'van een schild voorzien hoofd' en slaat op de dikke kopschubben. De soortaanduiding dumerilianus is een eerbetoon aan de Franse herpetoloog André Marie Constant Duméril (1774-1860). De soort werd door eerder vernoemde Duméril en Gabriel Bibron in 1835 aan het geslacht Peltocephalus toegewezen en is tegenwoordig de enige vertegenwoordiger van deze monotypische groep. De soort is ook beschreven onder de wetenschappelijke naam Peltocephalus dumeriliana.

## Kenmerken
Het is een relatief grote soort, de maximale schildlengte bedraagt ongeveer 48 centimeter en het lichaamsgewicht kan tot 15 kilogram bedragen. Het schild is vrij bol van vorm en in het midden is een lengtekiel aanwezig die vooral zichtbaar is bij jonge dieren en met de jaren vervaagt. De schildkleur is grijs tot bruin tot zwart, het buikschild heeft een gele tot bruine kleur. Tussen de tenen zijn zwemvliezen aanwezig.
De kop is relatief zeer groot, driehoekig van vorm en heeft een krachtige, gehaakte bek. De schubben aan de kop zijn groot en dik en doen denken aan een helm-achtige structuur. De kop heeft een donkere tot zwarte kleur, de onderzijde is lichter van kleur maar kan ook roodachtig zijn. De kop kan net als de nek niet worden teruggetrokken onder het schild; de nek wordt eronder gevouwen. De kop is driehoekig van boven bezien. Aan de keel is een enkele baarddraad aanwezig. De mannetjes zijn van vrouwtjes te onderscheiden door dikkere en langere staart. Juvenielen hebben een lichtbruine kleur met donkere randen aan de hoornplaten en een duidelijke opstaande kiel die verdwijnt naarmate ze ouder worden.
De plastronformule is als volgt: fem > abd > intergul > an > pect >< hum > gul.
Van alle schildpadden heeft deze soort met 26 chromosomen het laagste aantal. De meeste verwante soorten hebben er 28 tot 36 en de soorten uit de onderorde halsbergers (Cryptodira) hebben er in de regel meer dan vijftig.

## Verspreiding en habitat
De Zuid-Amerikaanse grootkopschildpad komt voor in Zuid-Amerika en leeft in het Orinoco- en Amazonebekken in de landen Brazilië, Colombia, Ecuador, Peru en Venezuela. Het is een rivierbewoner die in wat dieper water leeft, zowel in heldere wateren als meer turbulente, stromende rivieren.

## Levenswijze
De Zuid-Amerikaanse grootkopschildpad is overwegend nachtactief en verschuilt zich overdag in het water, in sommige streken zijn achter dagactieve populaties gemeld. De schildpad leeft van fruit, waterplanten, in het water levende ongewervelden en vissen. Het is de enige schildpad waarvan beschreven is dat ze eieren van soortgenoten opeten.
De vrouwtjes zetten twaalf tot 24 eitjes af per legsel, de eieren hebben een langwerpige vorm en hebben een zachte schaal. Ze zijn ongeveer 55 millimeter lang en 35 mm breed en wit van kleur. Na iets meer dan vier maanden komen ze uit, de juvenielen hebben een schildlengte van ongeveer 45 tot 60 millimeter.
De Zuid-Amerikaanse grootkopschildpad staat bekend als een zeer agressieve soort die fel van zich af bijt als het dier wordt gehanteerd. Door de krachtige en puntige kaken kan een zeer pijnlijke beet worden gegeven. Zelfs de juvenielen staan bekend als strijdlustig, wat uitzonderlijk is bij jonge schildpadden die meestal vluchtgedrag vertonen.

## Beschermingsstatus
De Zuid-Amerikaanse grootkopschildpad is bij de lokale bevolking populair als voedsel en wordt in grote aantallen gevangen en gedood. Door de internationale natuurbeschermingsorganisatie IUCN is de beschermingsstatus 'kwetsbaar' toegewezen (Vulnerable of VU).